# Население Филиппин

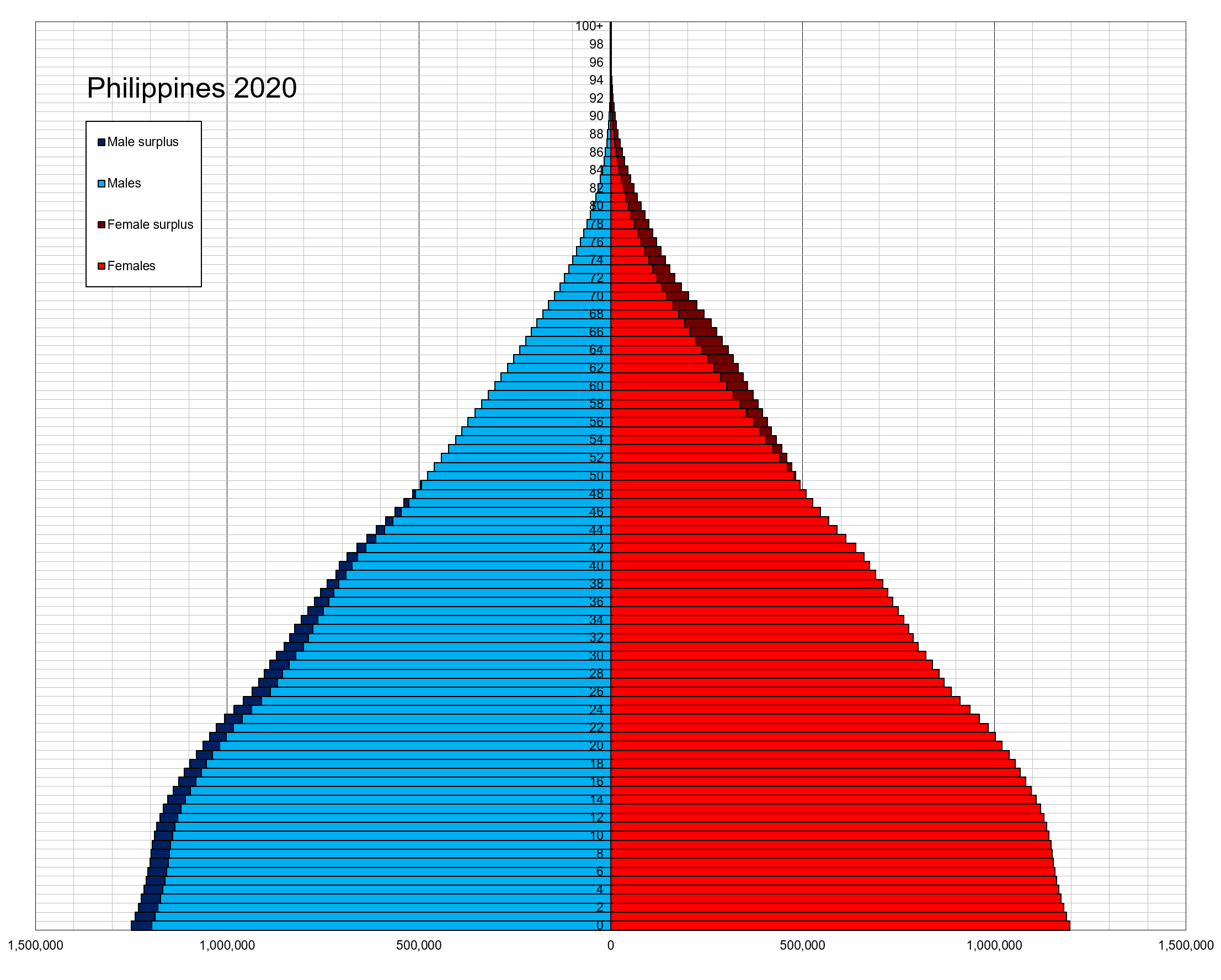
Возрастно-половая пирамида населения Филиппин на 2020 год

Карта этнических групп страны

По переписи населения 2020 года население Филиппин составляло 109 млн человек. Большинство филиппинцев (около 95 %) относятся к австронезийским народам.
Меньшинства представлены «местисо» — смешанным населением от браков с испанцами, американцами, китайцами и другими этносами. Национальное меньшинство составляют также негритосы. Официальными языками являются филипино и английский. Широко распространён испанский. Кроме того на архипелаге распространены около 150 различных языков, часть из которых признана региональными.

## Этносы
Филиппины являются многонациональным государством, в стране насчитывается около ста народов, народностей, этнических и субэтнических (этно-религиозных и этно-лингвистических) групп. Все народы страны, за исключением аэта и нескольких пришлых групп (китайцев, европейцев, индийцев, арабов и других), относятся к южномонголоидному расовому типу и говорят на языках северной группы индонезийской ветви малайско-полинезийской подсемьи, которая входит в состав австронезийской семьи.
Крупнейшими народами и этно-лингвистическими группами Филиппин являются тагалы (28,1 %), себуанцы (13,1 %), илоки (9,1 %), висайя (7,6 %), хилигайноны (7,5 %), биколы (6 %) и варайцы (3,3 %).

## Языки
С 1930-х гг. правительство страны способствовало использованию и развитию государственного языка филипино, основанного на базе тагальского. На Висайских островах в центральной части архипелага распространены также висайские языки, а илоканский является языком межнационального общения на севере Лусона.
Английский считается официальным языком, распространён в коммуникационных и образовательной сферах, хорошо понимаем большей частью населения. Из некоренных языков распространён также испанский, китайский и арабский.

## Изменение численности населения
| 1899      | 1960       | 1970       | 1975       | 1980       | 1990       | 1995       | 2000       | 2007       | 2010       | 2015        | 2022        |
| --------- | ---------- | ---------- | ---------- | ---------- | ---------- | ---------- | ---------- | ---------- | ---------- | ----------- | ----------- |
| 7 350 000 | 27 087 685 | 36 684 948 | 42 070 660 | 48 098 460 | 60 703 206 | 68 616 536 | 76 504 077 | 88 574 614 | 92 337 852 | 101 562 306 | 114 579 229 |

27 июля 2014 года объявлено о том, что население Филиппин превысило 100 млн человек

## Религия
Согласно переписи 2020 года, католики составляют 78,8% населения, около 9% - приверженцы других христианских течений, включая Независимую филиппинскую церковь и протестантизм, 6,5% - мусульмане.

## Основные статистические данные

Плотность населения по провинциям

- Численность населения: 97 976 603 (оценка 2010 г.) — 12-е место в мире[3].
- Возрастные группы:
  - 0 — 14 лет: 35,2 %
  - 15 — 62 года: 60,6 %
  - 65 лет и более: 2,1 %
- Прирост населения: 1,957 % (2010 г.)
- Рождаемость: 26,01 на 1000 человек
- Смертность: 5,1 на 1000 человек
- Городское население: 65 %
- Младенческая смертность: 20,56 на 1000 родившихся живыми.
- Ожидаемая продолжительность жизни: 71,09 года (всё население)
  - Мужчины: 68,17 года
  - Женщины: 74,15 года
- Фертильность: 3,23 ребёнка на 1 женщину (оценка 2010 г.)
- Уровень грамотности: 92,6 %